# 묘향산
묘향산(妙香山)은 조선민주주의인민공화국의 자강도 향산군과 평안북도 구장군, 평안남도 녕원군, 자강도 희천시에 걸쳐 있는 산이다.

## 개요
묘향산맥의 중부에 있는 산으로 최고봉인 비로봉의 높이는 1,909m이다. 면적은 375평방km. 주위의 연장 거리는 128km. 기반암은 시생대 흑운모 화강암이다. 묘향산은 조선민주주의인민공화국의 유명한 관광지이다. 묘향산 관광지구는 상원동(上元洞), 만폭동(萬瀑洞), 비로봉(毘盧峰)의 3개 지구로 구분되어있다. 묘향산에는 보현사라는 절이 있다.

### 묘향산의 봉우리
- 비로봉(1,909m)
- 진귀봉(1,820m)
- 원만봉(1,825m)
- 향로봉(1,599m)
- 오선봉(1,260m)
- 법왕봉(1,392m)
- 관음봉(1,120m)

### 기온
묘향산의 연평균 기온은 8.2도, 연평균 강수량은 1,308mm이다. 1월은 -10.9도, 평균 강수량은 16.2mm이다. 반대로 7월은 평균 기온이 23.8도, 평균 강수량은 400.2mm이다.

## 역사
고려 승려 일연은 《삼국유사》에서 환웅이 인간세상에 내려 왔다는 태백산이 곧 묘향산이라고 한다. 그러나, 현대의 역사학계는 태백산을 곧 묘향산이라고 보고 있지 않다. 고려 중엽 이후에는 바위들이 희고 정갈하다는 뜻에서 태백산(太白山)이라고 하였다. 측백나무가 자생하여 향기가 그윽하고, 산 모양이 기묘하여 11세기 초부터 묘향산이라고 부르게 되었다.

## 관광

### 상원동
상원동은 묘향산의 중심적인 관광지이다. 등산로는 길이 55km로 3개 관광지구 중에서 가장 짧고, 잘 정비돼있다. 하이킹을 즐기려는 단체 관광객이 상원동을 찾는다. 보현사와 상원암이 있다.

### 인근 관광지
묘향산에서 약 1.5km 떨어진 곳에 국제친선전람관이 있다. 이곳에는 김일성과 김정일이 세계 각국에서 받은 선물이 전시돼있다. 평안북도 구장군에 룡문동굴(龍門溶洞)이 있다.

## 교통
- 평양향산관광도로: 평양에서 향산군까지 이어준다.

## 북한의 다른 유명한 산
- 백두산(白頭山)
- 구월산(九月山)
- 금강산(金剛山)
- 칠보산(七寶山)
- 옥련산(玉蓮山)
- 장수산(長壽山)

## 같이 보기
- 한국의 산